# 穆斯基斯站
穆斯基斯站（西班牙語：Múzquiz）是墨西哥城地铁B线的一座地上中间车站，位于墨西哥州埃卡特佩克市阿拉贡谷地街区3区卡洛斯·汉克·冈萨雷斯大道。

## 车站命名及标识
车站得名于附近的梅尔乔·穆斯基斯街区。
该站的标志为墨西哥前总统梅尔乔·穆斯基斯的人像剪影。梅尔乔·穆斯基斯于1790年生于新西班牙圣罗莎（今墨西哥科阿韦拉州穆斯基斯市），于1832年任墨西哥第六任总统。

## 车站历史
该站于2000年11月30日与延长至埃卡特佩克境内的墨西哥城地铁B线北段一同开通。

## 周边重要建筑
- Serviplaza商业中心[2]